# ボローニャの夕暮れ
『ボローニャの夕暮れ』（Il papà di Giovanna）は、2008年のイタリア映画。第65回ヴェネツィア国際映画祭で上映され、シルヴィオ・オルランドが男優賞を受賞した。

## キャスト
- ミケーレ: シルヴィオ・オルランド
- デリア: フランチェスカ・ネリ
- ジョヴァンナ: アルバ・ロルヴァケル
- セレナ・グランディ
- エッジオ・グレッジオ